# Đại học Dhurakijpundit
Đại học Dhurakijpundit (มหาวิทยาลัยธุรกิจบัณฑิตย์) là một trường đại học ở Bangkok, Thái Lan
Tên gọi của trường có nghĩa trong tiếng Thái là Đại học Kiến thức Kinh doanh. Trường này được thành lập năm 1968 ban đầu là một trường cao đẳng kinh doanh với 40 sinh viên. Sáng lập viên là tiến sĩ Sawai Sudhipitak và ông Sanan Ketudat.
Ban đầu là một trường nhỏ bé, trường cao đẳng Dhurakij Pundit đả phát triển số lượng chương trình đào tạo và số lượng sinh viên. Năm 1984, Bộ Đại học Thái Lan đã có quyết định công nhận tư cách trường đại học cho Cao đẳng Dhurakij Pundit. Tiến sĩ Sawai đã giữ chức hiệu trưởng của trường cho đến khi qua đời năm 1994.